# Disocactus phyllanthoides
Disocactus phyllanthoides là một loài thực vật có hoa trong họ Cactaceae. Loài này được (DC.) Barthlott mô tả khoa học đầu tiên năm 1991.

## Hình ảnh

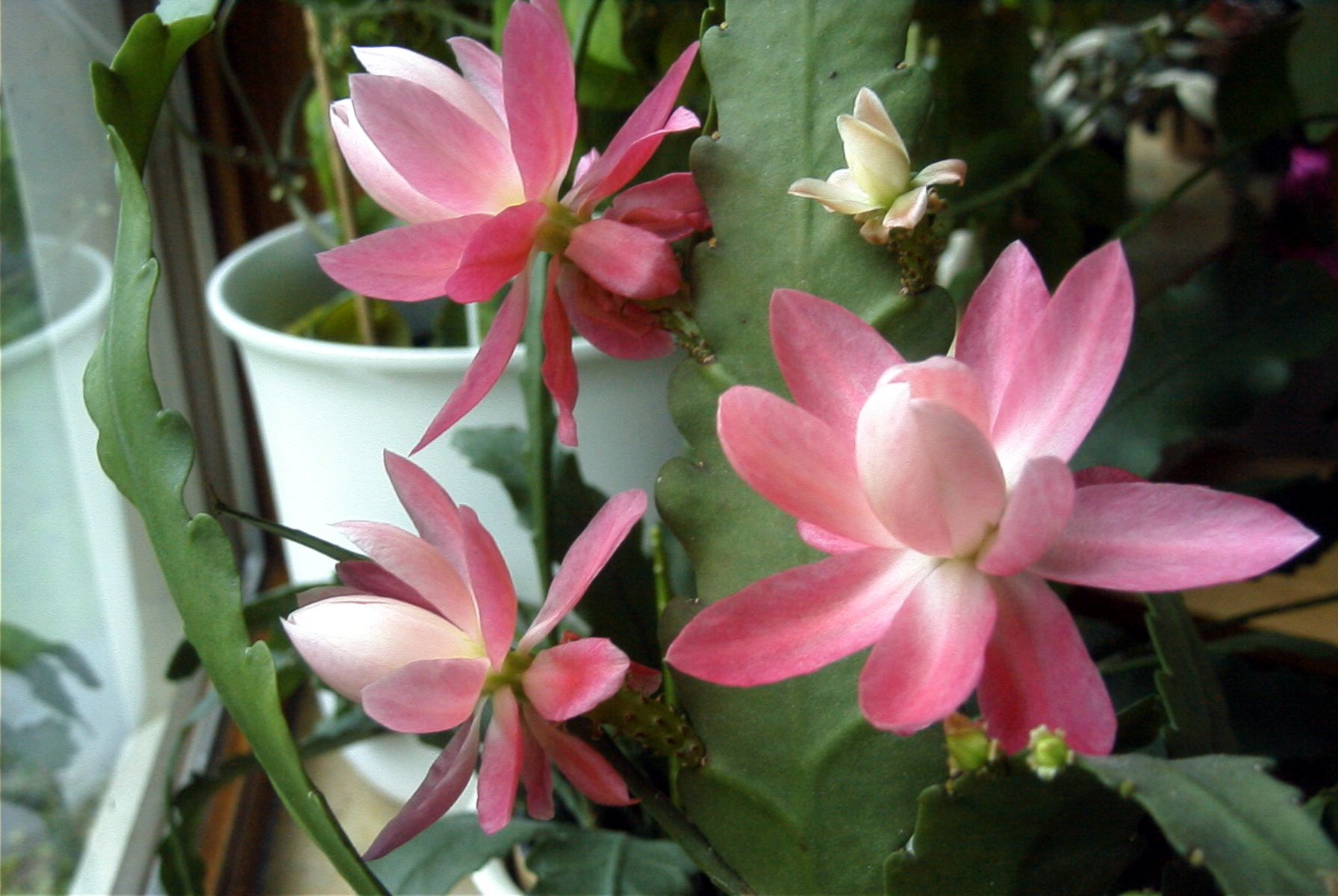
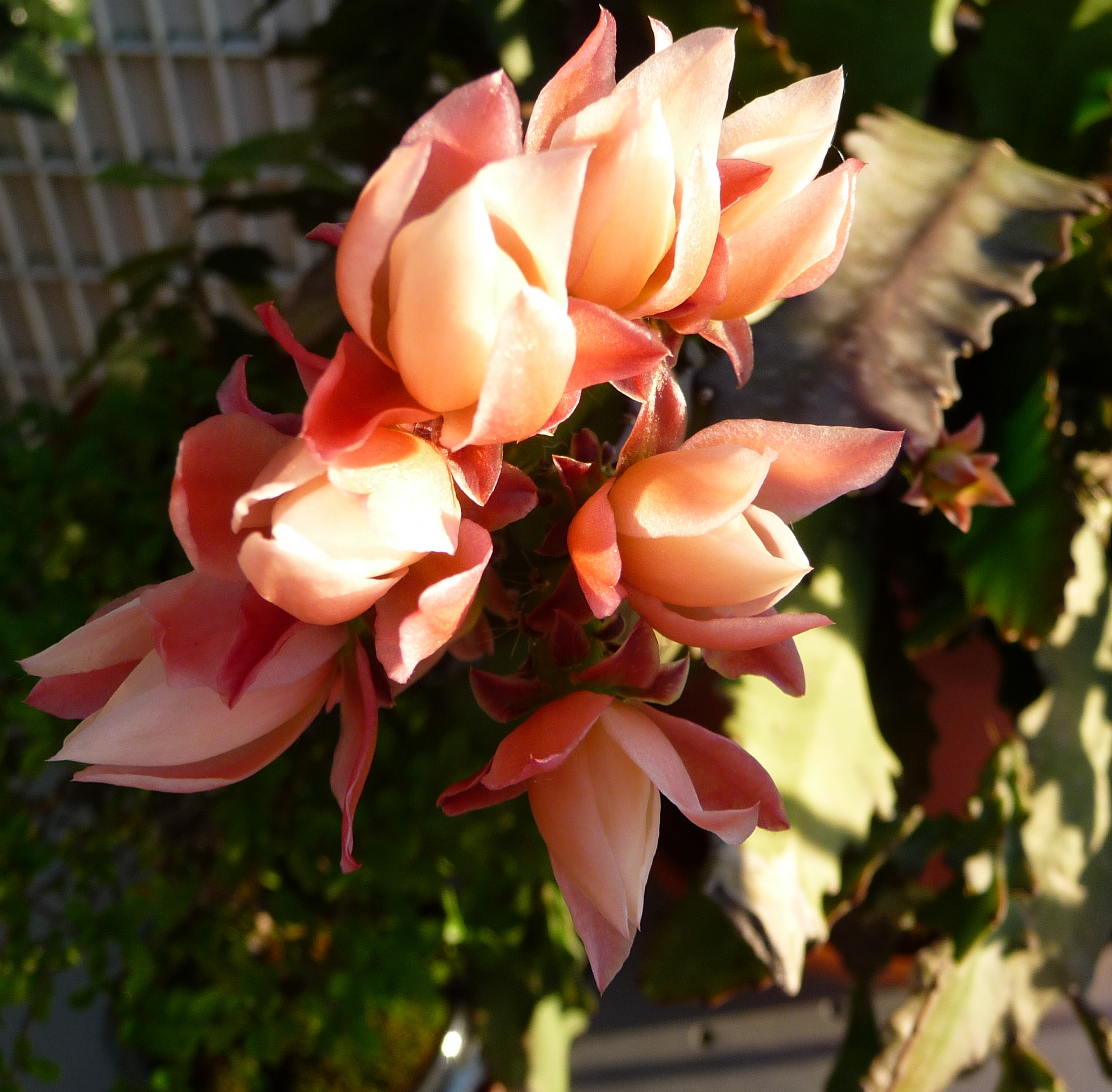
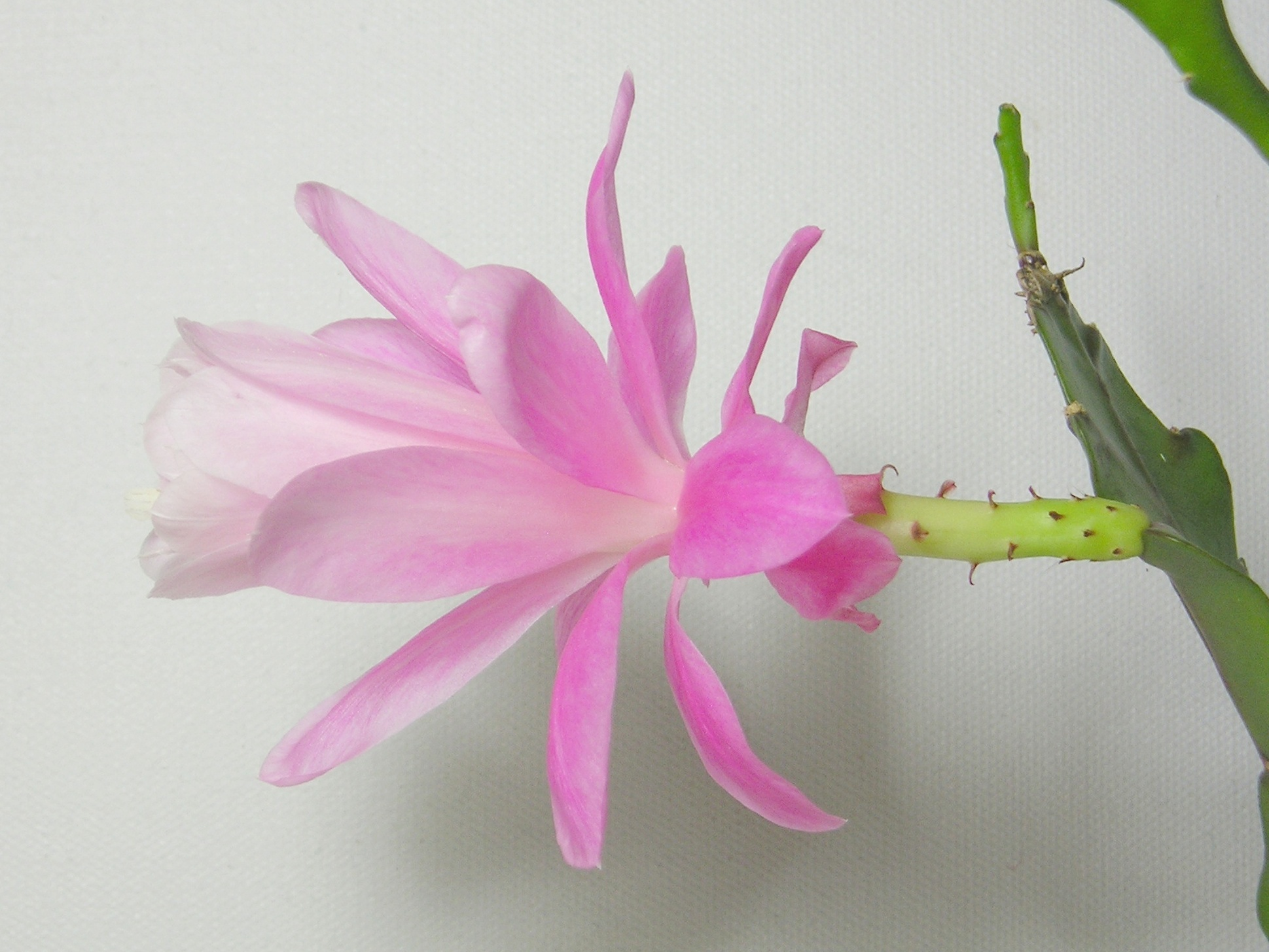
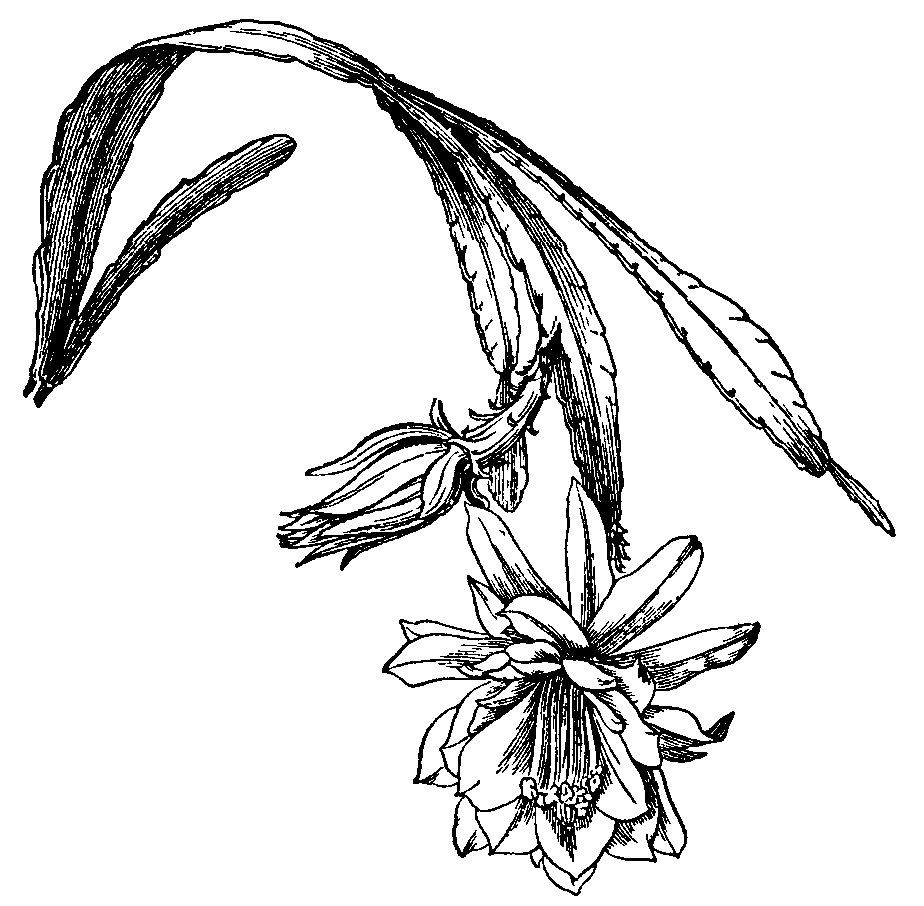